# نایاگارا-آن-د-لیک
نایاگارا-آن-د-لیک (به انگلیسی: Niagara-on-the-Lake) یک منطقهٔ مسکونی در کانادا است که در Regional Municipality of Niagara واقع شده‌است. نایاگارا-آن-د-لیک ۱۷٬۵۱۱ نفر جمعیت دارد و ۸۲٫۳ متر بالاتر از سطح دریا واقع شده‌است.